# Роспорѧженѧ краєвыхъ оурѧдовъ длѧ Королевства Галиціи и длѧ Буковины
Роспорѧженѧ краєвыхъ оурѧдовъ длѧ Королевства Галиціи и длѧ Буковины — львівський урядовий часопис, що виходив замість часопису «Вѣстникъ рѧду краєвого длѧ области адмїнїстрацїйнои Намѣстництва въ Львовѣ» упродовж 1860 року.

## Основні дані
Вийшли числа: 1860 — Отд. часть 1-3
Формат: 27 × 20 см.
Друк: Галицька скарбово-державна типографія, Львів.

## Попередники та наступники
Його попередниками та наступниками були урядові часописи таких років:
- 1849—1853 — Всеобщій дневникъ земскихъ законовъ и Правительства длѧ коронной области Галиціи и Володимеріи съ Кнѧжествами Освѣцимскимъ и Заторскимъ и съ Великимъ Кнѧжествомъ Краковскимъ
- 1853—1854 — Вѣстник краєвого Правительства длѧ коронной области Галиціи и Володомеріи съ Кнѧжествами Освѣцимскимъ и Заторскимъ и съ Великимъ Княѧжествомъ Краковскимъ;
- 1854—1857 — Вѣстник краєвого Правительства длѧ оуправительствєнной области Намѣстничества во Львовѣ;
- 1858—1859 — Вѣстникъ рѧду краєвого длѧ области адмїнїстрацїйнои Намѣстництва въ Львовѣ;
- 1861 — Дневникъ оуставъ Паньства Королевства Галиціи и Великого Княжества Краковского;
- 1861, 1863—1865 — Роспорѧженѧ краєвыхъ оурѧдовъ длѧ Королевства Галиціи и Великого Кнѧжества Краковского.